# Moselletta
La Moselletta (fr. Moselotte) è un fiume francese del Grand Est che scorre nel dipartimento dei Vosgi. È un affluente diretto della Mosella, alla sua destra orografica, e quindi subaffluente del Reno.

## Geografia
La Moselletta nasce dal monte Hohneck, nei Vosgi, nel luogo denominato fontaine de la Duchesse e, dopo un percorso di 47 km, sfocia nella Mosella a Remiremont. Il suo bacino si estende per circa 356 km2.

## Comuni attraversati
La Moselletta attraversa i territori comunali di: La Bresse, Cornimont, Saulxures, Thiéfosse, Vagney, Saint-Amé, Le Syndicat, Dommartin-lès-Remiremont et Saint-Étienne-lès-Remiremont di fronte alla città di Remiremont. 

## Principali affluenti
- il rio Vologne
- il rio Blanchemer, che attraversa il lago eponimo;
- lo Chajoux, emissaio del lago di Lispach;
- la Grande Goutte
- il Xoulces;
- il rio Ventron;
- il rio du Géhant
- il rio Morbieux
- il rio del Rupt de Bâmont
- il rio Amias
- il rio Grettery
- il rio Envers des Graviers
- il rio Envers de Thiéfosse
- il rio del Droit de Thiéfosse
- il Rupt;
- il rio du Soilm
- il rio Demixard
- il rio Pennecières
- il Bouchot;
- il rio Lémont
- la Cleurie.

## Idrologia

### Alla stazione di Vagney
Come la gran parte degli altri corsi d'acqua dei Vosgi, la Moselletta è un fiume molto ricco di acque. La sua portata è stata osservata per un periodo di 40 anni (dal 1967 al 2006) a Vagney (in località detta Zainvillers), situata a monte della confluenza con la Mosella. Il bacino versante del fiume è di 187 km2, cioè il 53% della sua totalità e corrisponde alla metà superiore del suo intero corso.
La portata media interannuale del fiume a Vagney è di 8.54 m³ al secondo.
La Moselletta presenta fluttuazioni stagionali di portata assai elevate, con un periodo di piena in inverno-primavera, che vede la sua portata media ad un livello che va dai 10,8 m³ ai 13.2 m³ al secondo da novembre ad aprile inclusi (con una punta in dicembre). Da maggio la portata media si riduce rapidamente per raggiungere quella di magra fra luglio e settembre, con un valore medio minimo ad agosto di 3.06 m³ al secondo, il che non è poi così basso per un corso d'acqua di quel tipo. Tuttavia le fluttuazioni della portata possono essere maggiori secondo le annate e per periodi più brevi.
Portata media mensile della Moselletta (in m³/secondo) misurata alla stazione idrologica di Vagney. Dati calcolati su 40 anni
Allo stato il VCN3 può calare fino a 0,37 m³/secondo in caso di periodi quinquennali secchi, cioè 370 litri al secondo, il che è piuttosto poco, ma corrisponde alla media dei corsi d'acqua del bacino della Mosella.
In conclusione la Moselletta è un fiume molto ricco nel suo corso superiore. Le precipitazioni atmosferiche in questa parte del 53 % del suo bacino è di 1445 millimetri annuali, il che è molto elevato per la metà settentrionale della Francia, e più di quattro volte quella media del paese. È altresì tre volte superiore alla media del bacino in territorio francese della Mosella. La portata specifica del fiume raggiunge di fatto la cifra di 45,7 litri al secondo e per chilometro quadrato di bacino.

### Alla confluenza con la Mosella
La portata interannua media o "modulo idrologico" del fiume alla confluenza con la Mosella vale 13,7 m³/secondo per un bacino versante di 356 km2.
Le precipitazioni annue nel suo bacino raggiungono i 1214 millimetri, il che è piuttosto notevole, non solo largamente superiore a quello medio della Francia (oltre tre volte), tutti i bacini messi insieme, ma anche alla media del bacino francese della Mosella. In effetti le precipitazioni nel bacino della Mosella presso Hauconcourt, località poco a valle della città di Metz, vicino all'uscita del fiume dal territorio francese, raggiunge i 445 millimetri.
La portata specifica della Moselletta ammonta a 38,5 litri al secondo e al chilometro quadrato di bacino. È con la portata specifica del Breuchin (affluente della Lanterne, quindi sub-affluente della Saona) che costituisce un record per il terzo settentrionale della Francia.
Alla confluenza con la Mosella la Moselletta è decisamente più ricca di acque della prima con 13.7 m³ al secondo contro 9,3.

## Qualità dell'acqua

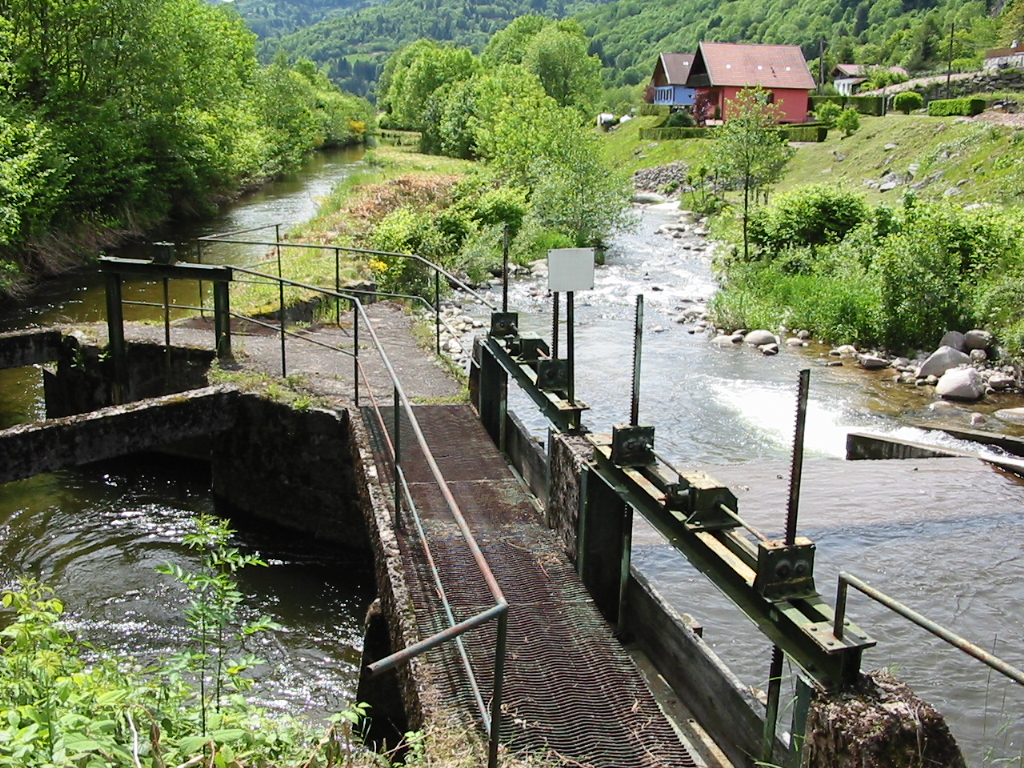
Derivazione al Bas de La Bresse

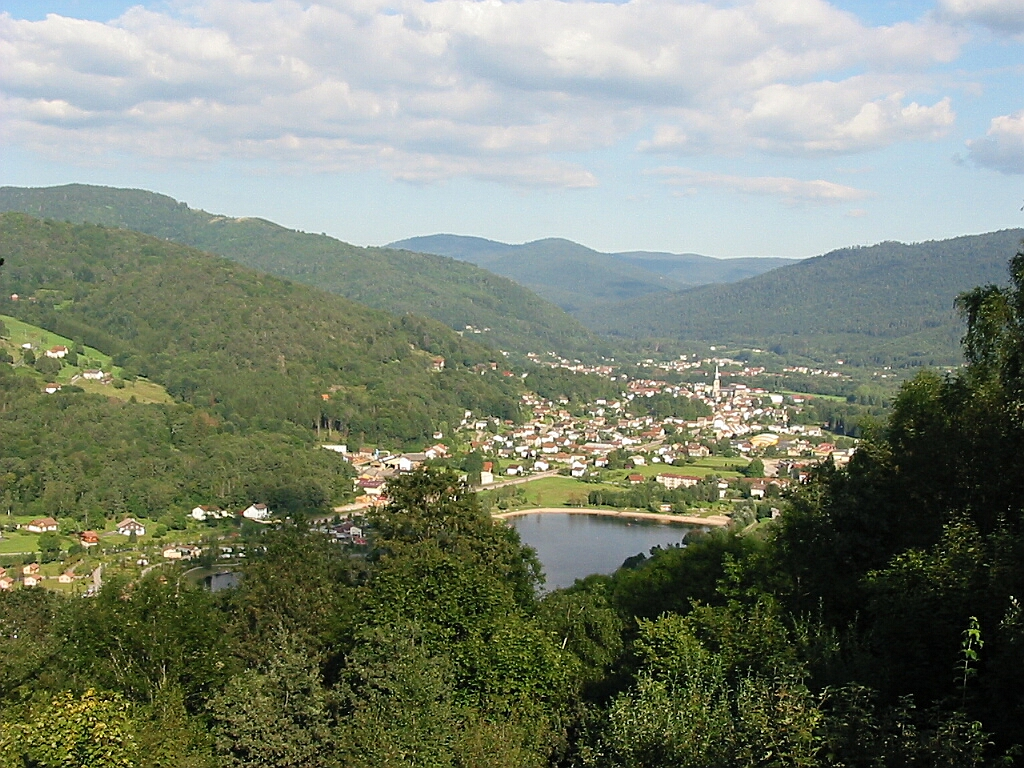
Saulxures-sur-Moselotte: il lago della Moselletta

Da quando nel 2005 la qualità dell'acqua fu qualificata "buona", la situazione è un poco peggiorata nel 2006. L'Agenzia per le acque del Reno-Mosa attribuì all'acqua del fiume, analizzata al livello d'Autrive, di "passabile" (categoria 2) in luogo et place di "buona" (categoria 1B).
Il motivi va ricercato nel forte abbassamento del tasso di ossigenazione (passaggio brusco da 76 à 69 % dal 2005 al 2006), che la fa qualificare solo "passabile". Notare che la domanda chimica di ossigeno, con 6,5 milligrammi per litro nel 2006, raccoglieva ancora la qualifica di "buona".
Quanto al tenore in ioni ammonio o NH4, esso si situava al livello di 0.09 mg per litro, il che la classificava "eccellente".

## Possibilità per l'economia
Molto popolata di trote, il fiume ha ispirato un progresso decisivo nella itticoltura. Il bacino della Moselletta inoltre è il fiume con la maggior concentrazione specifica al mondo di sbarramenti (impianti idroelettrici, azionamento di ruote per mulini, segherie, filature e tessiture, che punteggiano il fiume ed i suoi affluenti).

## I laghi
Il bacino della Moselletta conta numerosi laghi naturali ma anche artificiali, prodotti cioè da sbarramenti quali: il lago di Blanchemer, quello di Lispach, quello dei Corbeaux, ecc.
Dal 1983, uno sbarramento d'altura ai piedi del Kastelberg ha generato il lago della Lande. 
Esso raccoglie le acque da una pluralità di sorgenti e attraverso condotte forzate fornisce energia al comune di La Bresse.
All'ingresso a valle di Saulxures, nel 1998, è stata predisposta una diga di ritenuta che ha creato un lago di 9,6 ettari chiamato lac de la Moselotte, circondato da una stazione turistica.